# Macrocarpaea callejasii
Macrocarpaea callejasii är en gentianaväxtart som beskrevs av Jason Randall Grant. Macrocarpaea callejasii ingår i släktet Macrocarpaea och familjen gentianaväxter. Inga underarter finns listade i Catalogue of Life.